# الساحر (فلم)
الساحر فيلم مصري من أُنتج عام 2001، من إخراج رضوان الكاشف (وهو آخر فيلم يخرجه)، وبطولة محمود عبد العزيز، وسلوى خطاب، ومنة شلبي.

## قصة الفيلم
تدور أحداث الفيلم في أحد الأحياء الشعبية بمصر القديمة حيث يسكن «منصور بهجت» وابنته، و«منصور بهجت» ساحر مهمش يسكن وسط مجموعة من المهمشين الذين يعيشون في الأماكن المزدحمة ويحاولوا أن يجعلوا من حياتهم شيئا مبهجا، يكتئب «منصور» من أسلوب حياته ويقرر أن يصبح هو سبب سعادة الناس ويسعى لإدخال البهجة في نفوسهم، تقتحم حياة «منصور» سيدة مطلقة «شوقية» جاءت مع ابنها لتبحث عن مسكن بعد زواج زوجها من أخرى، فتسكن في منزل «منصور» الذي يخاف علي ابنته منها ويحاول بشتى الطرق أن يبعد ابنته عنها لأنه يخاف عليها جدا حتى منعها من الذهاب للمدرسة، يصطدم «منصور» ب«شوقية» عدة مرات حتى يشعر بها قلبه البارد منذ وفاة زوجته فيقع في هواها ويقرر مساعدتها، أنه يحب مساعدة الآخرين بطبعه.... في نفس الوقت ترتبط الابنة الوحيدة ل «منصور» بقصة حب مع شاب فيعلم«منصور» الذي يثور ويقرر زيادة القيود علي ابنته فترفض «شوقية» وتساعد الابنة على تخطي الأزمة.

## بطولة
الفيلم من بطولة محمود عبد العزيز، وسلوى خطاب، ومنة شلبي، وجميل راتب، وسري النجار، وسامي سرحان، ومخلص البحيري، وسامي مغاوري.

## فريق العمل
- إخراج: رضوان الكاشف
- إنتاج: جنوب فيلم
- توزيع: الشركة العربية للإنتاج والتوزيع السينمائي
- تأليف: سامي السيوي
- مونتاج: رشيدة عبد السلام
- موسيقى تصويرية: هشام نزيه
- مدير التصوير: محسن نصر

## الجوائز
فاز الفيلم بأبرز جوائز مهرجان جمعية الفيلم المصرية في الدورة التاسعة والعشرين في مارس 2003، من بين سبعة أفلام شاركت في المنافسة، حيث حصل الفيلم على جائزة أفضل فيلم وإخراج وموسيقى (هشام نزيه) وتصوير (محسن نصر) وممثلة دور ثانوي (سلوى خطاب).

## وصلات خارجية
- مقالات تستعمل روابط فنية بلا صلة مع ويكي بيانات